# Кирхзеон
Кирхзеон (нем. Kirchseeon) — община в Германии, в земле Бавария. 
Подчиняется административному округу Верхняя Бавария. Входит в состав района Эберсберг. Население составляет 9593 человека (на 31 декабря 2010 года). Занимает площадь 17,91 км².